# Jealousy (canción de Pet Shop Boys)
«Jealousy» es una canción del dúo de synthpop británico Pet Shop Boys, incluida en su álbum Behaviour de 1990 y lanzada posteriormente como sencillo, el 28 de mayo de 1991.

## Antecedentes
Originalmente escrita en 1982, Lowe compuso la melodía de «Jealousy» en el piano de la casa de sus padres en Blackpool y, como sintió que debería ser una balada, le entregó la cinta a Tennant para que escribiera algunas palabras. Tennant escribió una letra sobre la forma más simple de celos: sospechas de infidelidad suscitadas por las actitudes indiferentes o irrespetuosas de alguien hacia los sentimientos de otra persona (como hacer que su pareja espere toda la noche una llamada telefónica que nunca llega). Luego, la canción quedó fuera de sus tres primeros álbumes porque el dúo estaba esperando que el renombrado compositor de cine Ennio Morricone aceptara componer el arreglo orquestal de la canción. La respuesta de Morricone nunca llegó y Harold Faltermeyer terminó haciendo los arreglos para el lanzamiento de la canción en Behaviour.

## Lanzamiento
«Jealousy» fue lanzada como sencillo el 28 de mayo de 1991. La mezcla de la canción era más electrónica que la del álbum y en el video, filmado en una sala de exhibición de automóviles al oeste de Londres, los Pet Shop Boys observan mientras una sala llena de villanos pasa de los celos a la violencia. El lado B era la versión demo arreglada de «Losing My Mind», que el dúo produjo para Liza Minnelli en 1989 para su álbum Results.

## Versiones
La versión del álbum, que llega al final de Behaviour, cierra el álbum con una salida orquestal basada en samplers mientras que la versión individual está ligeramente remezclada y utiliza una orquesta real durante la salida. La canción contenía una mezcla extendida de 12" con Tennant leyendo extractos de Otelo de Shakespeare, obra clásica sobre los celos. En el CD de edición limitada, se incluyó una edición de la mezcla extendida de «This Must Be the Place I Waited Years to Leave» (que originalmente estaba disponible con la versión japonesa de Behaviour), junto con la mezcla Red Zone de David Morales de «So Hard». «Jealousy» fue posteriormente versionada por la banda dance Dubstar y es una de las canciones favoritas de Pet Shop Boys de Robbie Williams, y la cantó con el dúo para su concierto de BBC Radio 2 de 2006, que luego se lanzó en el álbum en vivo del dúo de 2006, Concrete.

## Lista de canciones[5]
| Disco de 7" |                  |          |  |
| N.º         | Título           | Duración |  |
| 1.          | «Jealousy»       | 4:17     |  |
| 2.          | «Losing My Mind» | 4:35     |  |

| Disco de 12" y CD |                                  |          |  |
| N.º               | Título                           | Duración |  |
| 1.                | «Jealousy (versión de 7")»       | 4:17     |  |
| 2.                | «Losing My Mind (versión de 7")» | 4:35     |  |
| 3.                | «Losing My Mind (mix disco)»     | 6:08     |  |

| Disco de 12" y CD 2 |                                                                      |          |  |
| N.º                 | Título                                                               | Duración |  |
| 1.                  | «Jealousy (versión extendida)»                                       | 7:54     |  |
| 2.                  | «This Must Be the Place I Waited Years To Leave (versión extendida)» | 7:23     |  |
| 3.                  | «So Hard (mix Eclipse)»                                              | 4:00     |  |